# Parc national de Purnululu
Le parc national de Purnululu (ou Bungle Bungle) fait partie du patrimoine mondial de l’UNESCO et se trouve au nord de l'Australie-Occidentale au nord-est du plateau de Kimberley. Il couvre une superficie de 3 000 km2.
Purnululu signifie grès en langage aborigène. C'est l'alternance de lichen sombre et de silice à nu qui donne ses stries noires et orange caractéristiques de ces massifs.
On n'accède au parc qu'à la saison sèche en véhicule tout-terrain ou en hélicoptère. Chaque année 40 000 touristes visitent le parc, mais la plupart se contente de le survoler par avion à partir de Kununurra, Halls Creek ou Turkey Creek.
Dans le parc on trouve le cratère de Piccaninny, un cratère d'impact météoritique.

## Site et situation

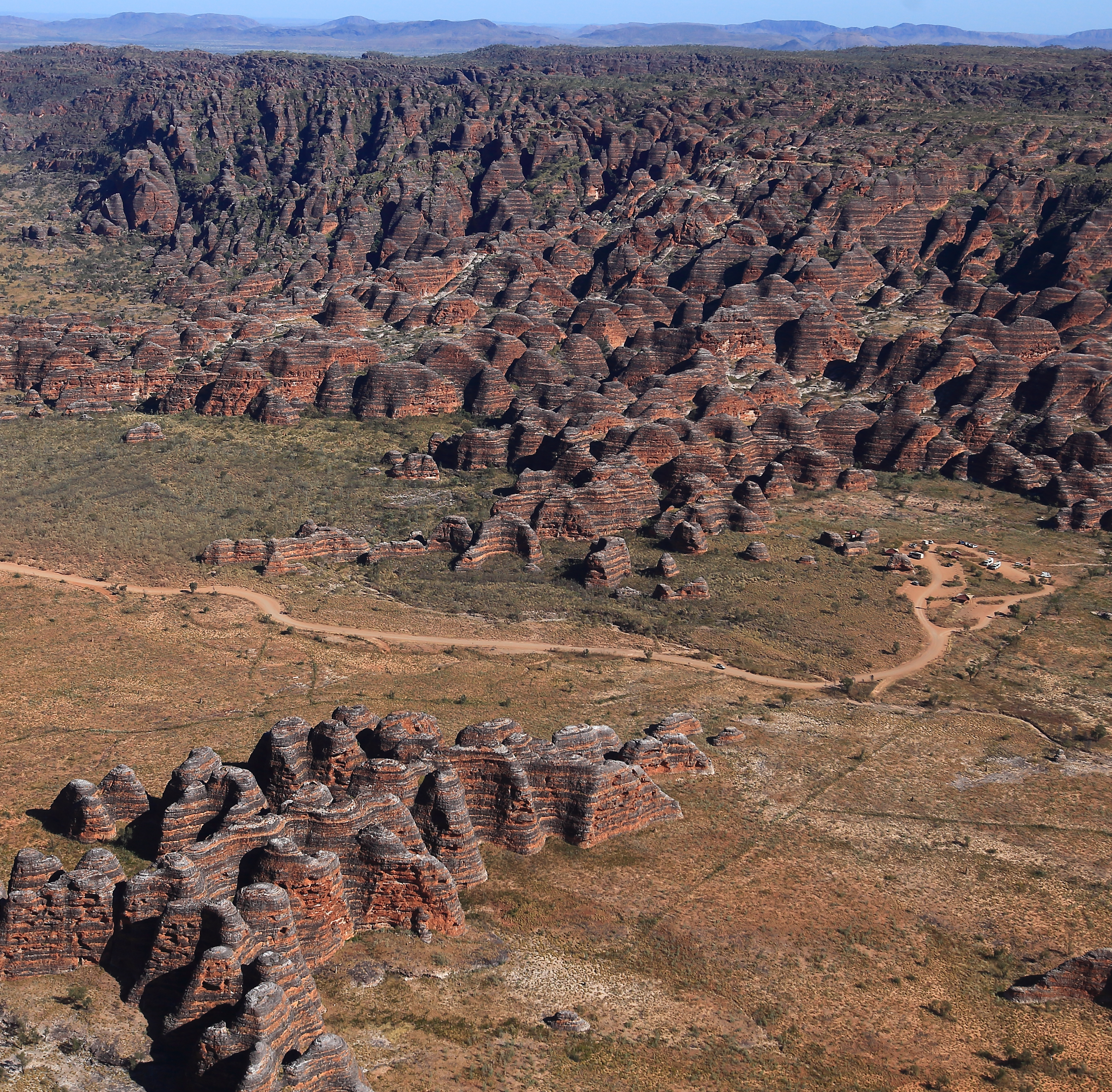
Bungle Bungle Range dans le parc national de Purnululu. Aout 2015.